# Панцирник довгокрилий
Панцирник довгокрилий (Lepisosteus osseus) — вид променеперих риб ряду панцирникоподібних (Lepisosteiformes).

## Поширення
Вид поширений у східній половині Північної Америки. Трапляється на більшій частині східних Сполучених Штатів і прилеглої південної частини Канади. Населяють прісноводні озера, солонуваті водойми поблизу прибережних районів, болота та мляві затоки річок і струмків. Вони можуть дихати як повітрям, так і водою, що дозволяє їм заселяти водне середовище з низьким вмістом кисню.

## Опис
Велика риба, що може виростати від 60 до 200 см завдовжки. Може важити до 40 кг. Забарвлення різноманітне, хоча тіло зазвичай коричневе або оливкове, знизу біле, з темними плямами на тілі і плавниках. Молоді особини мають характерну горизонтальну чорну смугу, яка проходить через все тіло, яка з віком зникає. Тіло має видовжену та обтічну форму. Голова складається з великих очей і подовженої морди, що нагадує морду крокодила, з численними гострими зубами. Верхня щелепа довша за нижню. Тіло вкрите великою лускою, що не перекривається. Спинний та анальний плавці розташовані біля хвостового плавця. У плавцях немає колючок і мало променів. Хвостовий плавець гетероцеркальний. Плавальний міхур пристосований до дихання повітрям. Присутній статевий диморфізм: самиці більші і округліші, ніж самці, менші та подовжені.

## Спосіб життя
Мешкає в нижній течії річок і в стоячих водах з великою кількістю водних рослин. Мешкає в нижній течії річок і в стоячих водах з великою кількістю водних рослин. Агресивний хижак, що харчується рибою та ракоподібними, яких ловить своїми довгими щелепами, оснащеними гострими зубами. Зрідка харчується молюсками. Риба переносить високі температури і може дихати повітрям, якщо вода, в якій він живе, бідна на розчинений кисень.
Нерест проходить наприкінці весни або на початку літа, але в нижчих широтах кладка відбувається в квітні. Самиця відкладає близько 8000 яєць на кілограм маси. Яйця вилуплюються протягом тижня, а молодняк залишається прикріпленим до водних рослин. Спочатку вони харчуються комахами і ракоподібними, хоча включають рибу в свій раціон, навіть практикуючи канібалізм. Молодняк швидко росте, досягаючи 30 см за рік життя. Цей вид може досягати віку від 17 до 20 років.